# Giovanni Pistollato
Giovanni Pistollato (Venezia, 19 gennaio 1953) è un ex cestista italiano.

## Carriera
Ha giocato in Serie A1 nel 1981-1982 a Treviso e Serie A2 a Mestre dal 1976 al 1978 ed a Chieti nel 1979-1980.